# Sint Geertruid
Sint Geertruid (en limbourgeois Se-Gietere) est un village néerlandais situé dans la commune d'Eijsden-Margraten, dans la province du Limbourg néerlandais. Le 1er janvier 2005, le village comptait 970 habitants.

## Histoire
Le 1er janvier 1982, la commune de Sint Geertruid perd son indépendance. Elle est rattachée à la commune de Margraten, fusionnée depuis en Eijsden-Margraten.